# Port-Sainte-Marie
Port-Sainte-Marie is een gemeente in het Franse departement Lot-et-Garonne (regio Nouvelle-Aquitaine). De plaats maakt deel uit van het arrondissement Agen. Port-Sainte-Marie telde op 1 januari 2022 1.846 inwoners.

## Geschiedenis
In de zestiende eeuw kende het protestantisme veel aanhangers in de Agenais. Port-Sainte-Marie was al vroeg protestants.

## Geografie
De oppervlakte van Port-Sainte-Marie bedroeg op 1 januari 2022 18,94 vierkante kilometer; de bevolkingsdichtheid was toen 97,5 inwoners per km². De gemeente ligt op de rechteroever van de Garonne.

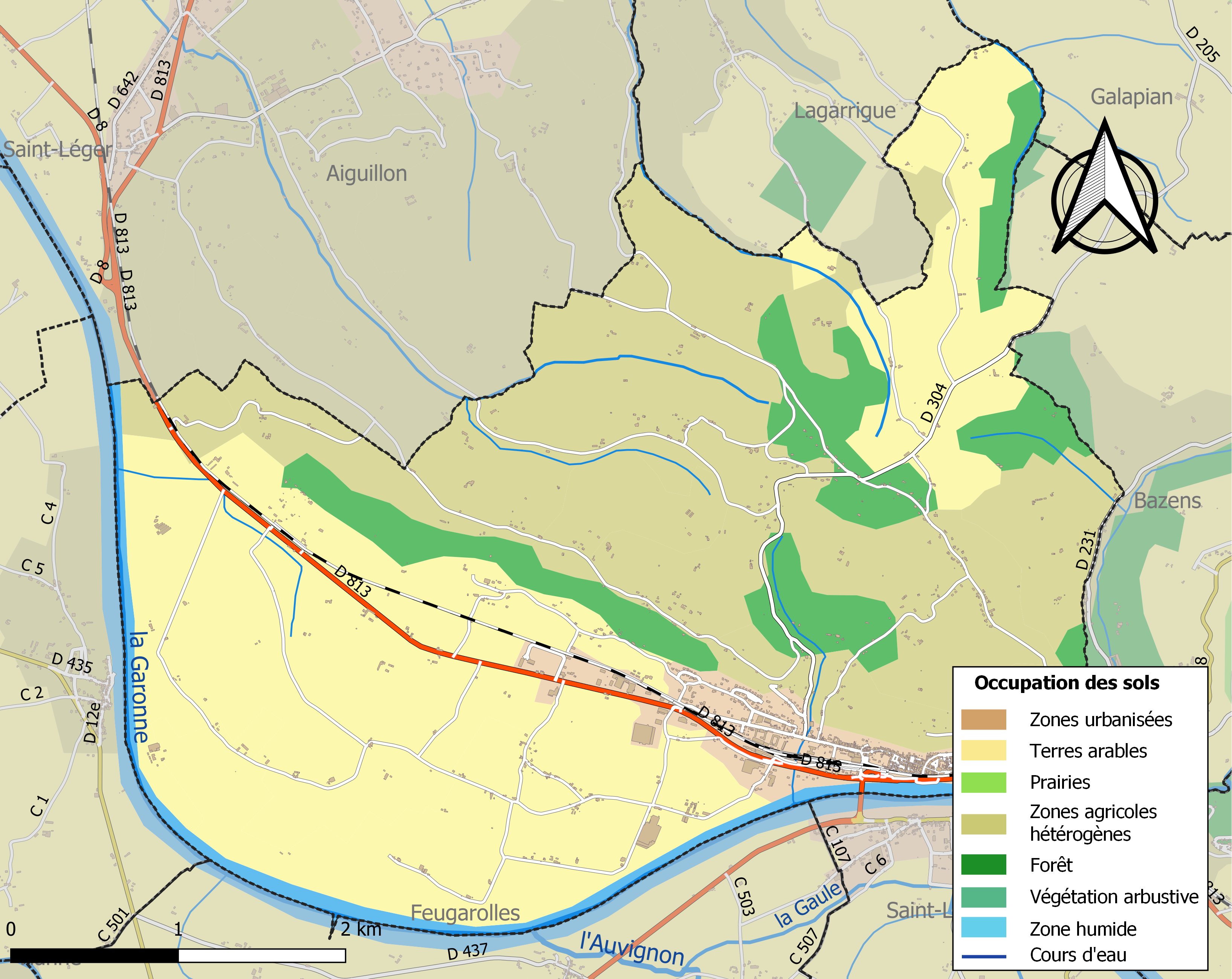
Kaart van de gemeente met de belangrijkste infrastructuur, bodemgebruik en omliggende gemeenten

## Verkeer en vervoer
In de gemeente ligt spoorwegstation Port-Sainte-Marie.

## Demografie
Onderstaande figuur toont het verloop van het inwonertal (bron: INSEE-tellingen).